# Startfællesskab
Et startfællesskab er en konstruktion indenfor svømmeverdenen, som giver svømmere fra forskellige svømmeklubber lov til at stille op sammen til svømmestævner hvis de også træner sammen til daglig. Typisk har to eller flere svømmeklubber et samarbejde om elitesvømningen som udgør startfællesskabet. Fordelene ved at have et startfællesskab er bl.a. at klubberne i fællesskab afholder udgifter til f.eks. trænere og halleje, eliteafdelingen får et større rekrutteringsgrundlag og muligheden for flere og bedre svømmere øger sandsynligheden for sportslig succes ved f.eks. holdkonkurrencer.
Konstruktionen omkring startfællesskaber opstod i 1980'erne. Ansøgning om tilladelse til at danne et startfællesskab sker til Dansk Svømmeunion.

## Startfællesskaber pr. 1. januar 2009
- EliteSvømning Esbjerg
- Startfællesskabet A6
- Swim Team Hovedstaden
- Vestegnens Aqua Team
- GTI Swim
- Swim Team Odense 95
- Sigma Nordsjælland
- Swimteam Aarhus